# Baosbheinn
Baosbheinn är ett berg i Storbritannien.   Det ligger i kommunen Highland och riksdelen Skottland, i den nordvästra delen av landet, 800 km nordväst om huvudstaden London. Toppen på Baosbheinn är 875 meter över havet, eller 486 meter över den omgivande terrängen. Bredden vid basen är 6,0 km. Baosbheinn ligger vid sjön Loch a' Bhealaich.
Terrängen runt Baosbheinn är huvudsakligen kuperad. Trakten runt Baosbheinn är nära nog obefolkad, med mindre än två invånare per kvadratkilometer. Närmaste större samhälle är Gairloch, 13,0 km nordväst om Baosbheinn. Trakten runt Baosbheinn består i huvudsak av gräsmarker.